# Deborah Henson-Conant
Pour les articles homonymes, voir Henson et Conant.
Deborah Henson-Conant (née le 11 novembre 1953 à Stockton, en Californie) est une harpiste et compositrice américaine. Elle est principalement connue pour son usage de la harpe électrique et les innovations dont elle est à l'origine pour cet instrument,.

## Carrière
Deborah Henson-Conant décrit sa musique comme « multi-genres : jazz – pop – comédie – folk – blues – flamenco – celtique ». Elle se produit en format one-man-show ou accompagnée par des orchestres symphoniques. Ses performances mélangent musique et éléments théâtraux et narratifs. Elle écrit elle-même l'orchestration de sa musique lorsqu'elle joue avec des orchestres symphoniques.
La bande originale de son DVD Invention & Alchemy de 2006 a reçu une nomination aux Grammy Awards et la vidéo du spectacle est diffusée à la télévision publique américaine à partir de 2007.
En 2012, elle rejoint le groupe de Steve Vai pour l'album The Story of Light et la tournée éponyme.

## Discographie

### Albums
- The Story of Light (2012)
- Invention and Alchemy (2006)
- Artists Proof Ltd Edition Version 2.1 (2004)
- The Frog Princess (2000)
- Live Wires (2000)
- The Celtic Album (1998)
- Altered Ego (1998)
- Just for You (1995)
- The Gift (1995)
- 'Round the Corner (1993)
- Naked Music (1994)
- Budapest (1992)
- Talking Hands (1991)
- Caught in the Act (1990)
- On the Rise (1989)
- Songs My Mother Sang (1985)

### Apparitions sur des compilations
- New Age Music & New Sounds Vol. 67 - "Liberty"

## Vidéographie
- Invention and Alchemy (2006)

## Instruments
Henson-Conant joue plusieurs modèles de harpes électriques, notamment :
- "R-Harp" Rubarth
- Style 2000 Électroacoustique de Lyon & Healy
- Big Blue de Camac
- Baby Blue et DHC Blue Light de Camac
- Silhouette de Lyon & Healy

Le modèle de petite harpe électrique à leviers légère et portable avec un harnais DHC Light Blue de la marque Camac, qu'elle a contribué à développer, porte son nom.